# Любовные раны
«Любовные раны» (англ. Love Hurts) — комедия 2009 года режиссёра Барра Гранта.

## Сюжет
От врача-отоларинголога Бена Бингема уходит жена Аманда. Он очень переживает по этому поводу и пытается найти утешение в алкоголе. Благодаря сыну Джастину, Бену удается пересмотреть свои взгляды на жизнь и попытаться вернуть жену.

## В ролях
| Актёр            | Роль              |
| ---------------- | ----------------- |
| Ричард Грант     | доктор Бен Бингем |
| Керри-Энн Мосс   | Аманда Бингем     |
| Джонни Пакар     | Джастин Бингем    |
| Дженна Эльфман   | Дарлин            |
| Джанин Гарофало  | Ханна Розенблюм   |
| Кэмрин Мангейм   | Глория            |
| Джеффри Нордлинг | Кёртис            |
| Ольга Фонда      | Валерия           |
| Джулия Вот       | молодая Аманда    |
| Анджела Сарафян  | Лейла             |
| Ивонн Зима       | Андреа            |

## Награды и номинации
- 2009 — 2 премии Бостонского кинофестиваля в категориях «Лучшая комедия» (Барра Грант) и «Лучший режиссёр» (Барра Грант).
- 2009 — премия «LA Femme International Film Festival» в категориях «Лучший фильм» (Барра Грант).
- 2009 — премия кинофестиваля в Орландо в категории «Лучший актёр второго плана» (Джонни Пакар).
- 2009 — номинация на премию международного кинофестиваля в Страсбурге в категории «Лучший актёр второго плана» (Джонни Пакар).

## Отзывы
Фильм получил преимущественно отрицательные отзывы кинокритиков. На сайте Rotten Tomatoes у фильма 29 % положительных рецензий из 7. На Metacritic — 46 баллов из 100 на основе 4 рецензий.